# Bykerne
En bykerne eller bymidte er det kommercielle, kulturelle - og ofte det historiske, politiske og geografiske hjerte i en by - specielt i den vestlige verden. I provinsen omtales bykerne ofte som midtby.